# Hudson Island, Nunavut
Hudson Island är en ö i Kanada.   Den ligger i territoriet Nunavut, i den östra delen av landet, 2 000 km norr om huvudstaden Ottawa. Arean är 14,3 kvadratkilometer.
Terrängen på Hudson Island är lite kuperad. Öns högsta punkt är 363 meter över havet. Den sträcker sig 6,5 kilometer i nord-sydlig riktning, och 4,9 kilometer i öst-västlig riktning.